# Тульчинський замок
Тульчинський замок — збудований близько 1624 року Адамом Калиновським, кам'янецьким старостою та королівським ротмістром.

## Історія
Власником цих земель був Валентій-Олександр Калиновський, староста Брацлавський (помер 16 жовтня 1620 року), який отримав їх від короля Речі Посполитої Сигізмунда III Вази у 1609 році. Родина Калиновських, зібравшись у 1623 році, розділила майно Станіслава Струся, і таким чином Адам Калиновський, одружений з Кристиною Струсь, став власником Тульчина. Під час повстання Хмельницького 1648 року замок був захоплений 10-тисячним військом козаків під командуванням Максима Кривоноса. Він був у руках Хмельницького у 1651—1654 роках, коли його повернули війська речі посполитої.

## Архітектура
Замок був заснований на прямокутному плані зі сторонами 75 на 90 метрів. Він був захищений дерев'яним палісадом і земляним валом. Під замком були підземні ходи, деякі з них муровані та оштукатурені, колодязі та приміщення. Таких ходів було 13 і вони розходилися в різні боки. Сьогодні на місці замку знаходиться школа.

## Виноски
1. 1 2 3  Tulczyn.
2. 1 2 3  Sulimierski, Filip (1880-1902). Słownik geograficzny Królestwa Polskiego i innych krajów słowiańskich, t. XII. Warszawa. с. 611-13.